# Rojo y negro

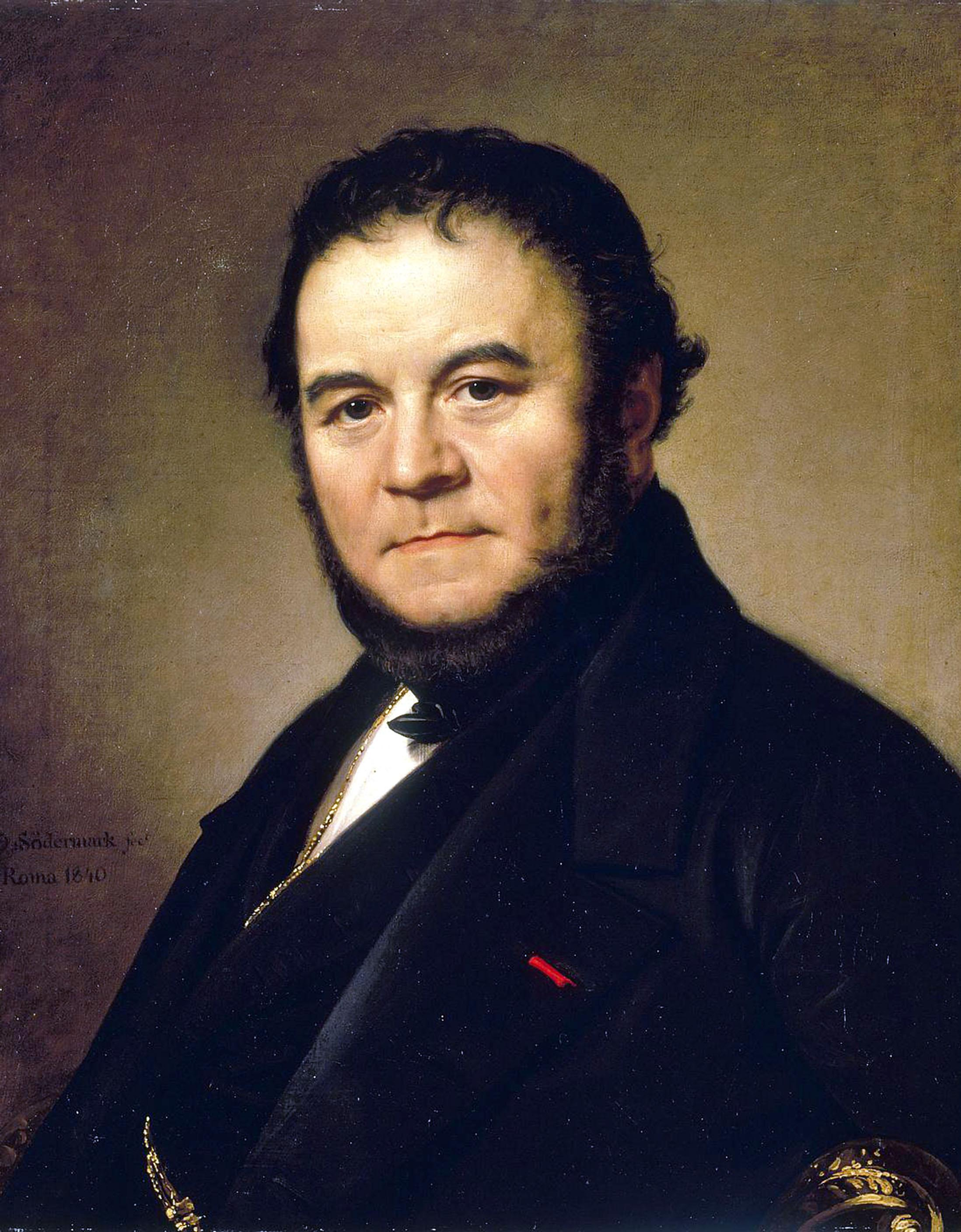
Stendhal (Henri Beyle (1783-1842).

Rojo y negro (en francés: Le Rouge et le Noir, originalmente Le Rouge et le Noir: chronique du XIX.e siècle) es una novela psicológica de Stendhal (1783-1842) publicada en 1830. La obra figuró en el Index Librorum Prohibitorum de la Iglesia católica hasta 1900.
La novela cuenta la vida de Julien Sorel, un campesino «pálido, delgado, sutil y atractivo» de la región del Franco Condado, que desde joven destaca por su inteligencia y su excelente memoria. Julien logra ascender socioeconómicamente gracias a su talento y trabajo, pero sirviéndose también de la manipulación, de la mentira y de la hipocresía, aunque conserva un corazón noble. Julien desarrolla una admiración desmesurada hacia Napoleón, a quien parece querer imitar.
La novela contiene una descripción rica en detalles, frecuentemente satírica, de los círculos católicos y la etapa conservadora de la Restauración borbónica en Francia (1814-1830). Se pueden apreciar los contrastes entre la nobleza y la burguesía, París y las provincias, los jansenistas y los jesuitas. Nietzsche consideraba a Stendhal como «el último de los grandes psicólogos franceses». W. Somerset Maugham la citó en su ensayo Ten Novels and Their Authors como una de las diez mejores novelas de todos los tiempos.
Existen varias teorías sobre el significado del título. Rojo y negro podría aludir a los colores del atuendo militar (rojo) y sacerdotal (negro), o bien a los colores de la baraja francesa. Se han propuesto otras interpretaciones del título.

## La trama

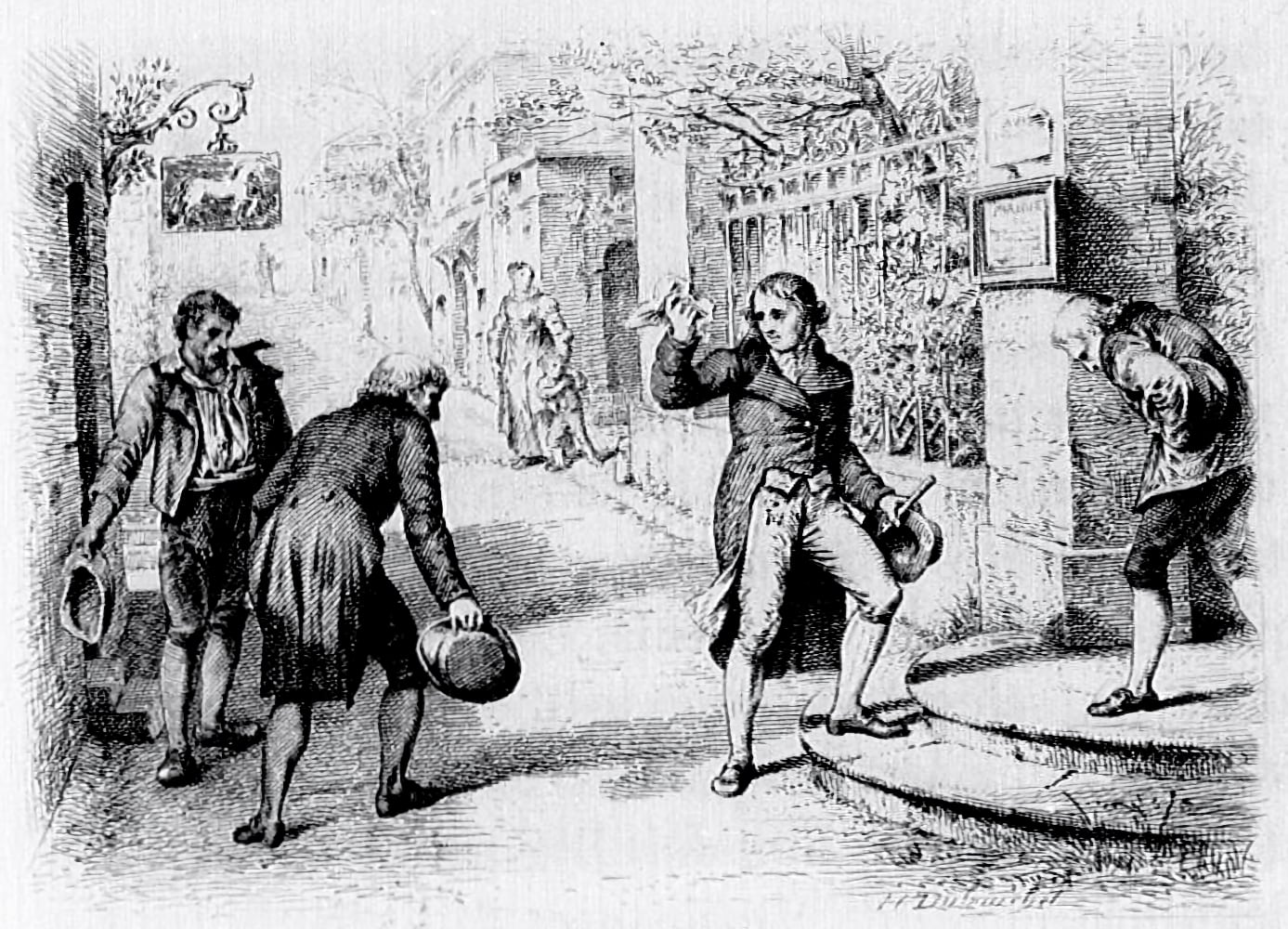
Ilustración de Henri Dubouchet para una edición parisina de 1884, obra de L. Conquet.

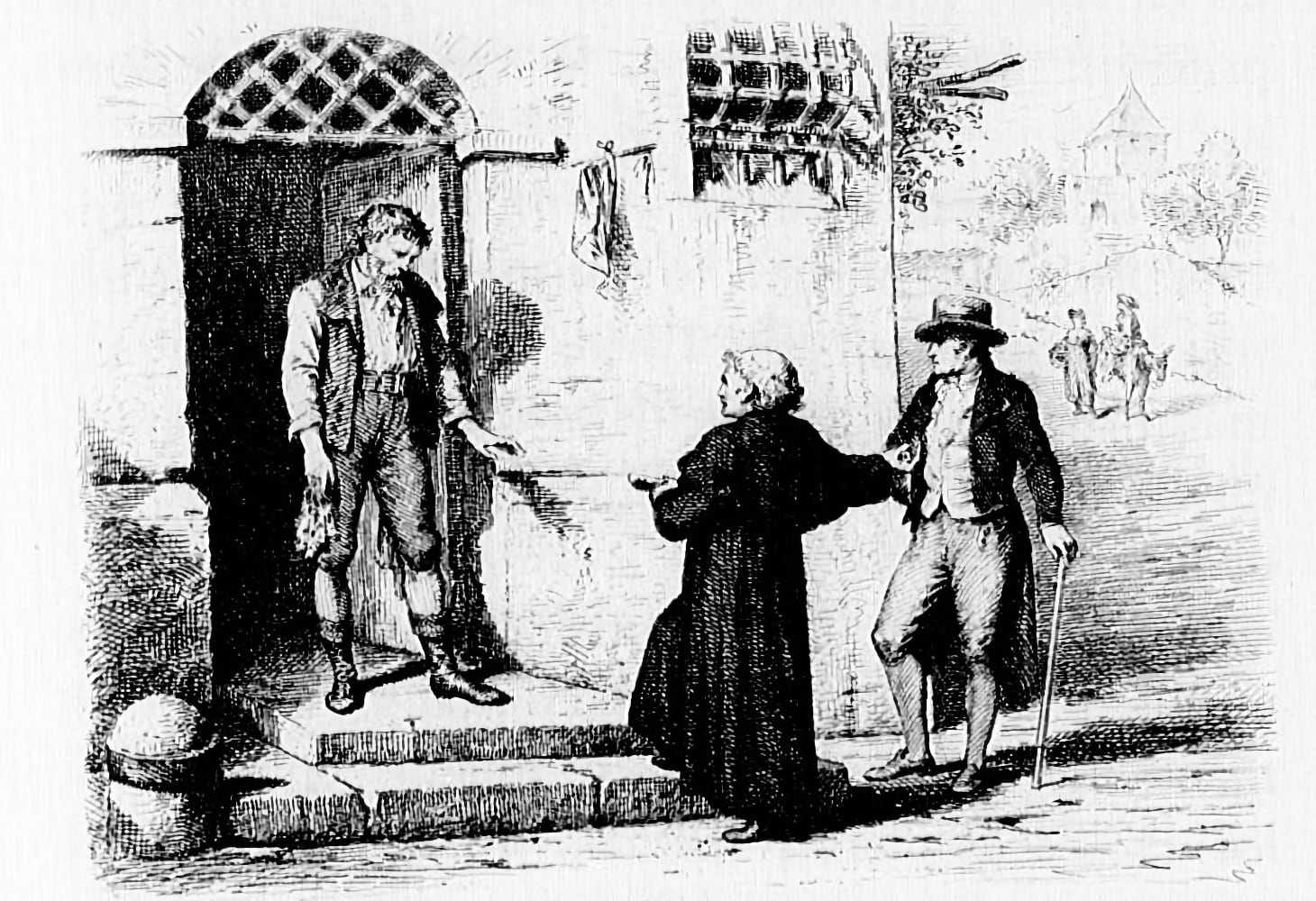
Ilustración de Henri Dubouchet para una edición parisina de 1884, obra de L. Conquet.

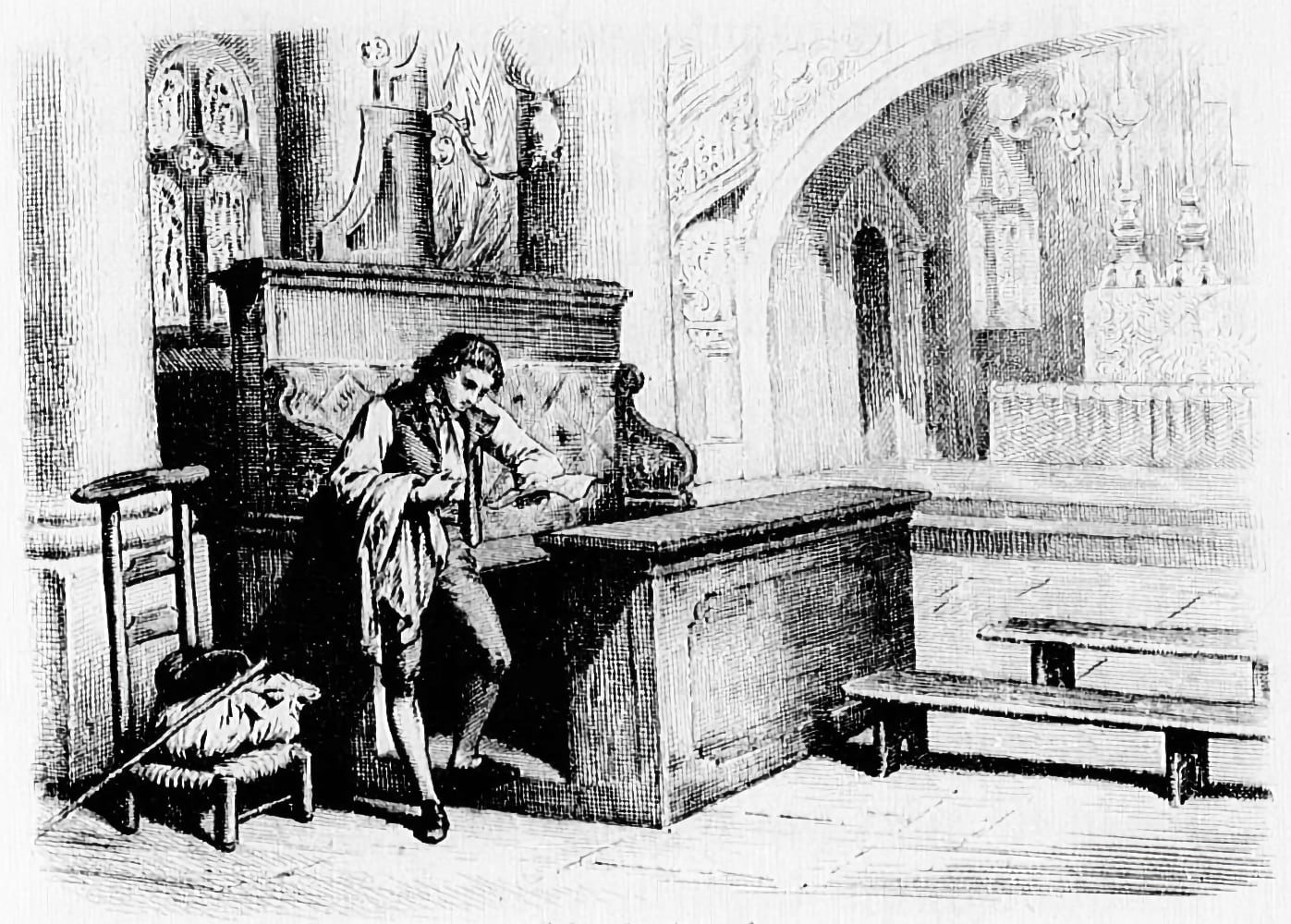
Ilustración de Henri Dubouchet para una edición parisina de 1884, obra de L. Conquet.

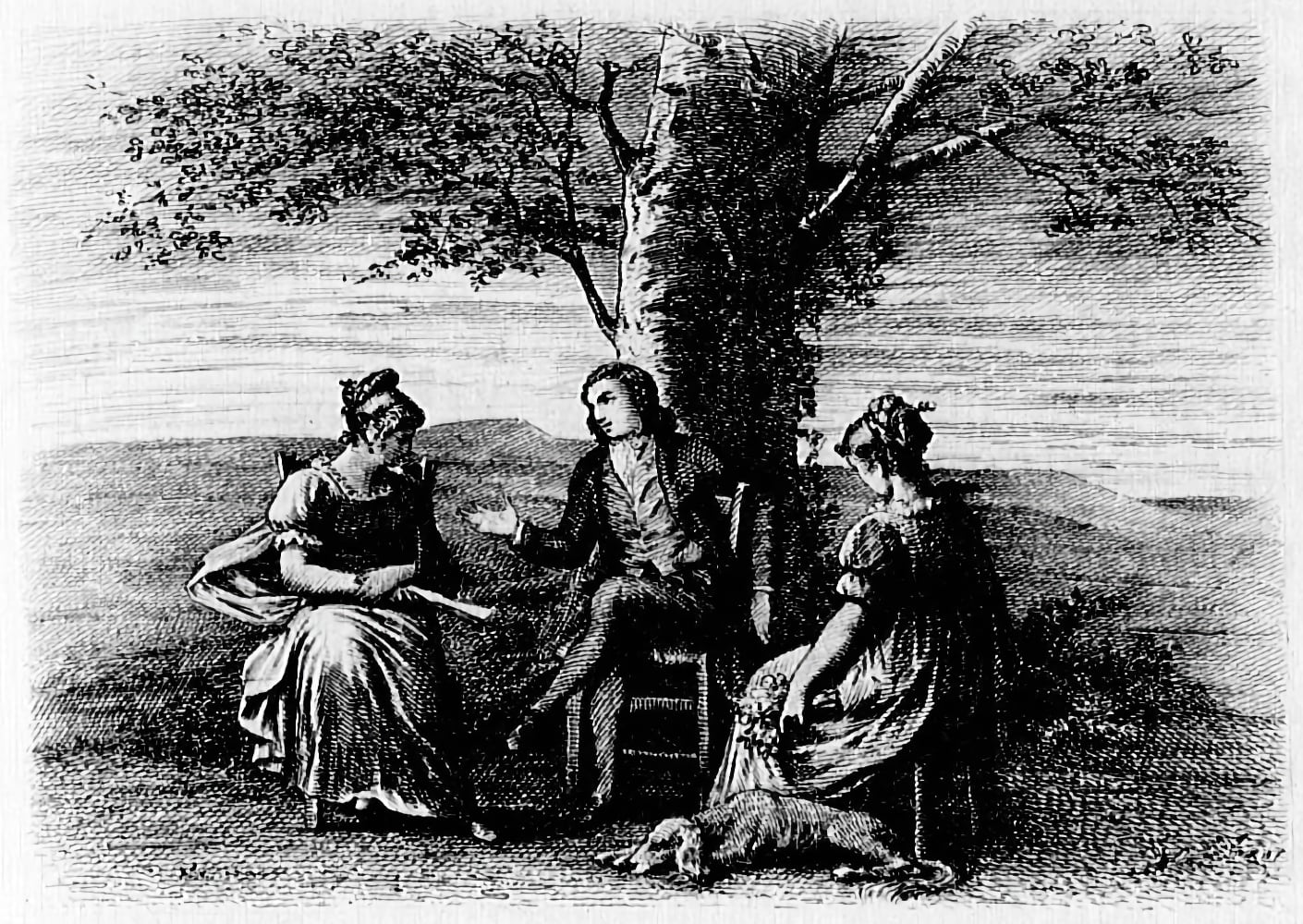
Ilustración de Henri Dubouchet para una edición parisina de 1884, obra de L. Conquet.

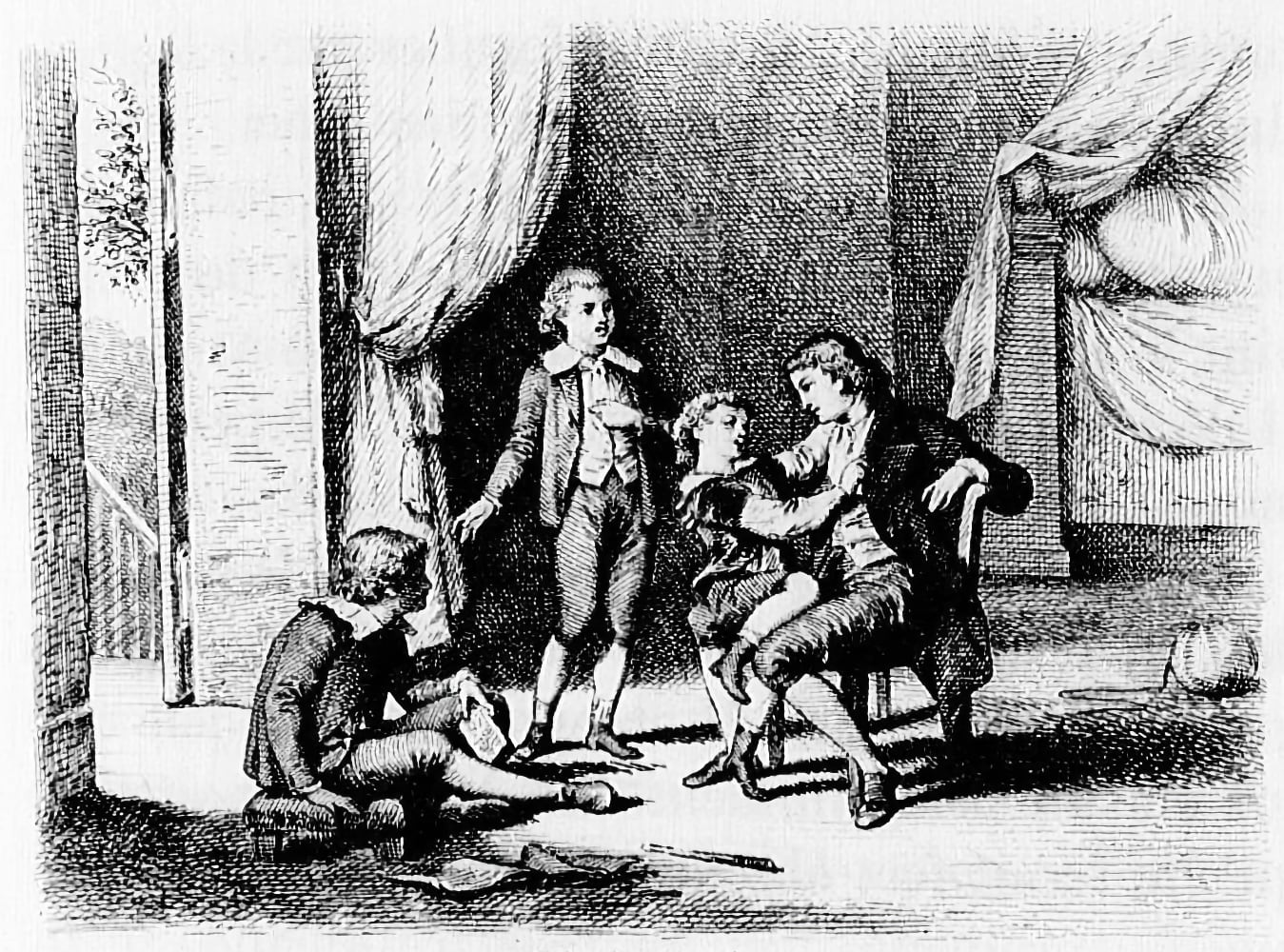
Ilustración de Henri Dubouchet para una edición parisina de 1884, obra de L. Conquet.

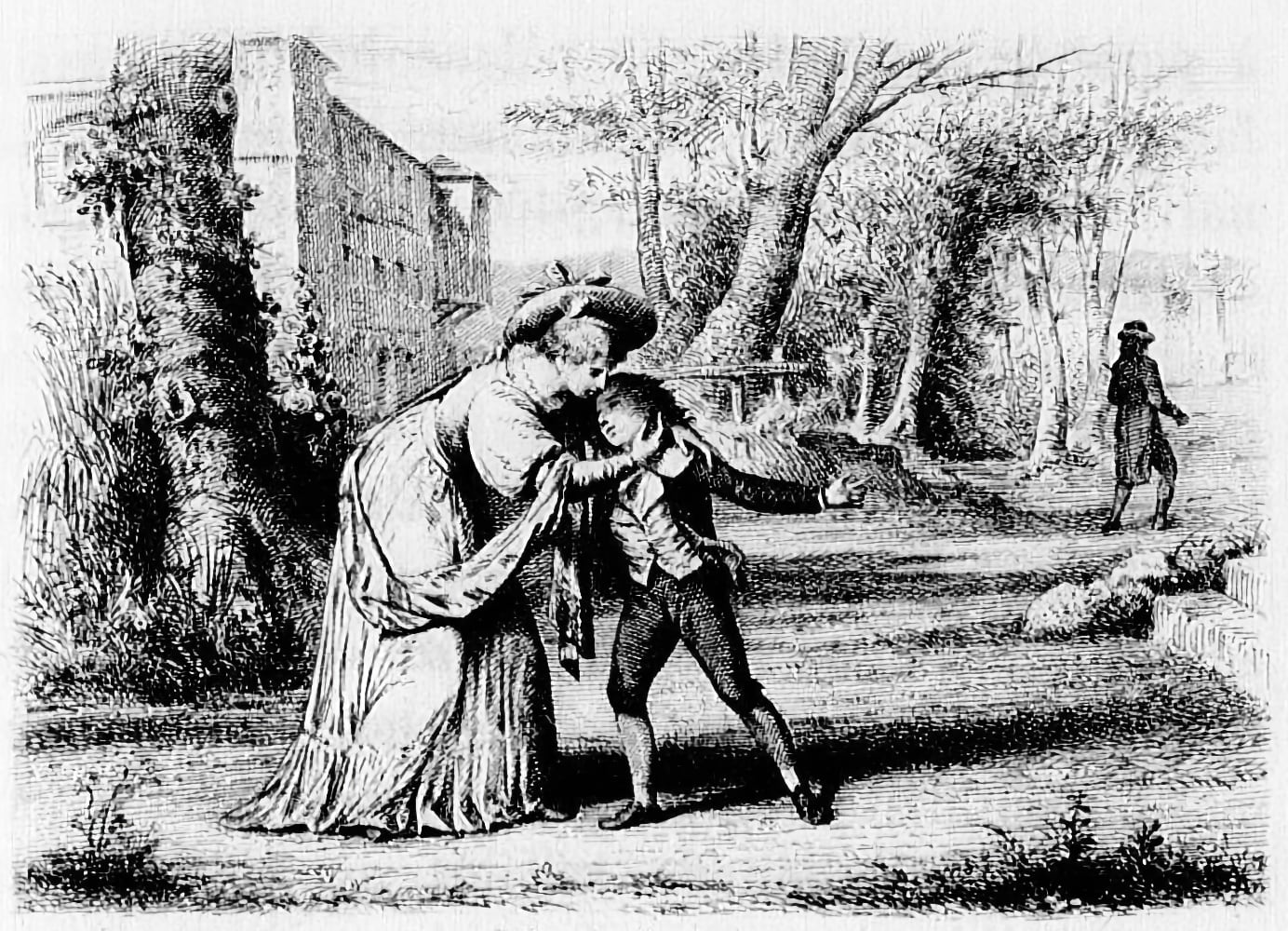
Ilustración de Henri Dubouchet para una edición parisina de 1884, obra de L. Conquet.

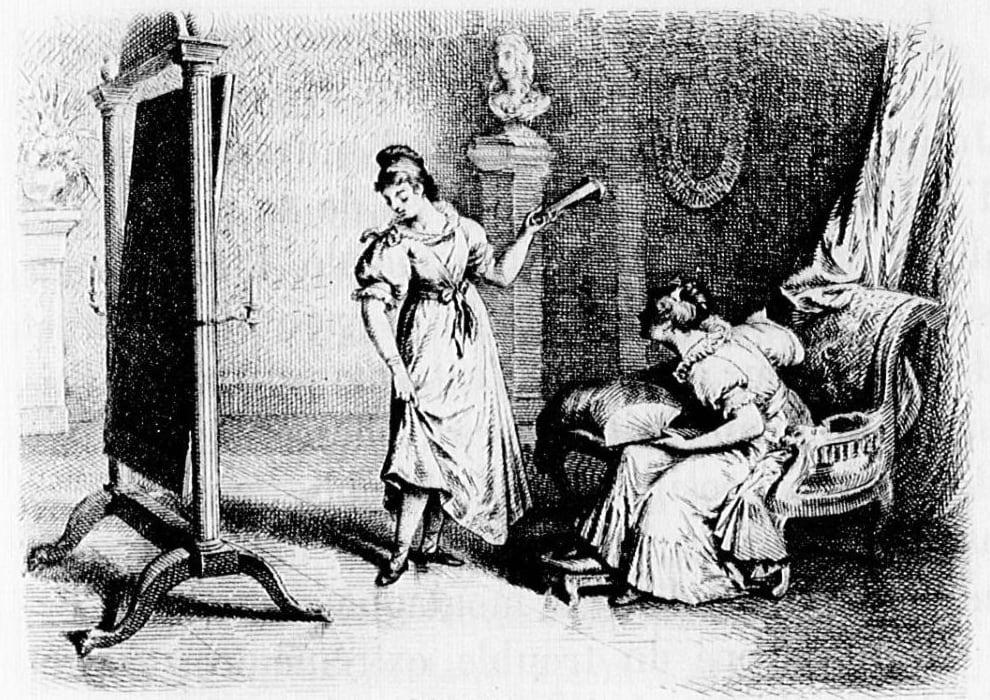
Ilustración de Henri Dubouchet para una edición parisina de 1884, obra de L. Conquet.

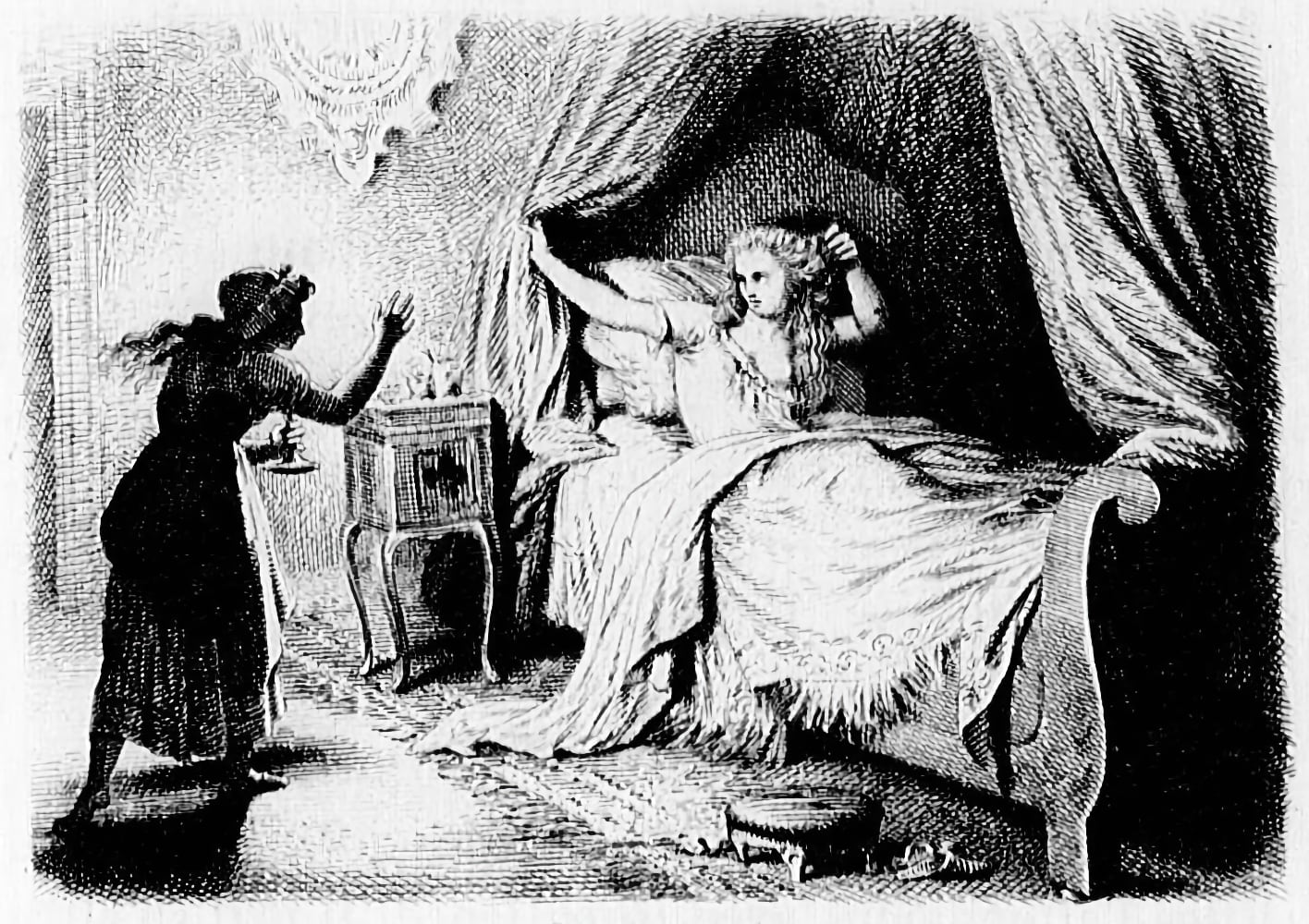
Ilustración de Henri Dubouchet para una edición parisina de 1884, obra de L. Conquet.

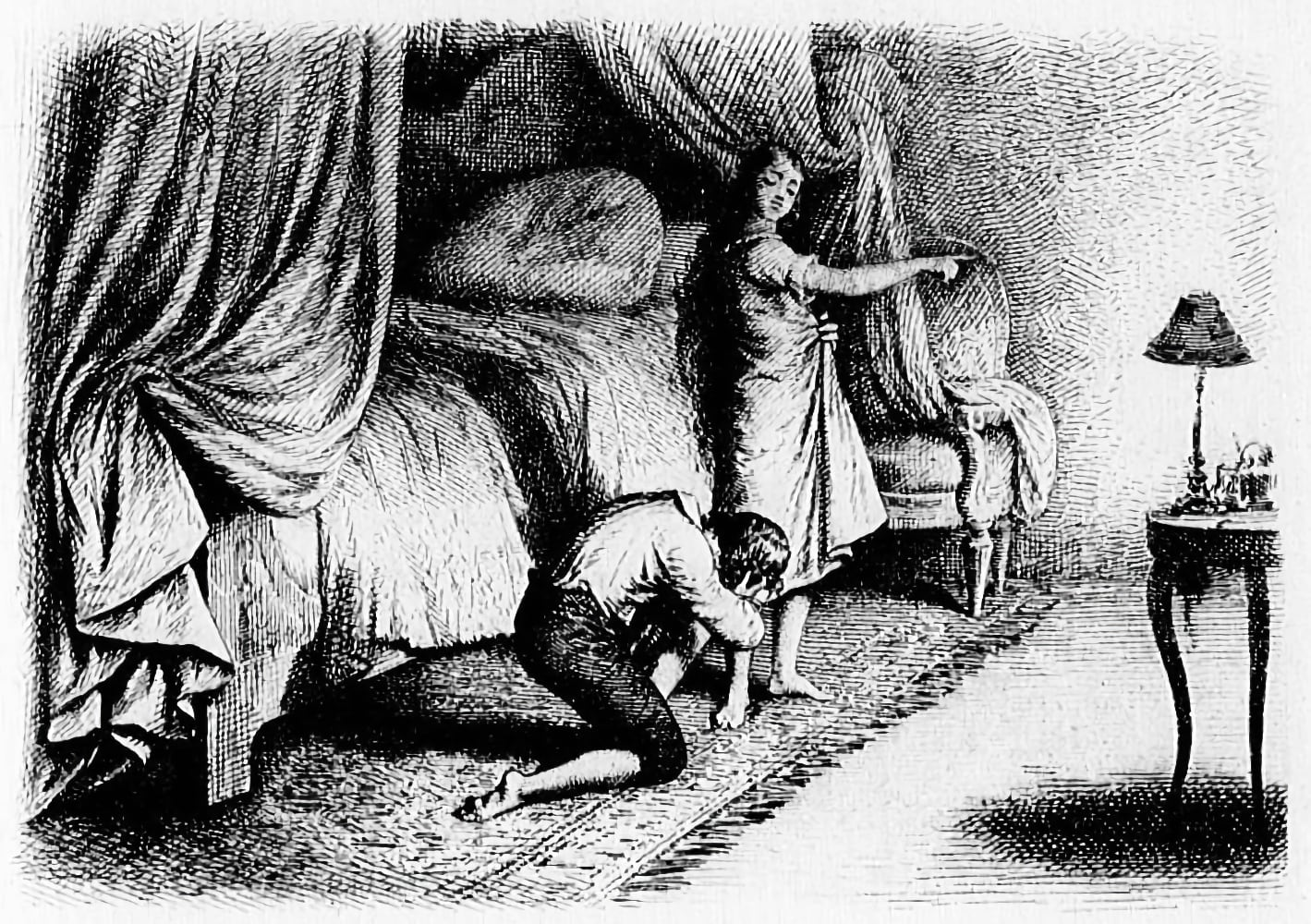
Ilustración de Henri Dubouchet para una edición parisina de 1884, obra de L. Conquet.

Rojo y negro está protagonizada por Julien Sorel, hijo de un carpintero del pueblo de Verrières. Narra los esfuerzos de Julien para lograr ser una persona de alta sociedad pese a su juventud, diciendo a los demás lo que quieren oír y haciendo lo que desean verle hacer. La novela se divide en dos «libros».

### Primera parte
Stendhal arranca planteando con precisión el decorado de la pequeña ciudad del Franco Condado: Verriéres, en el río Doubs, y la situación social y política, la definición de la atmósfera que ayudan a formar el estado mental del protagonista.
Julien Sorel es el tercer hijo del viejo aserrador Sorel, quien desprecia las cosas intelectuales, y por lo tanto a Julien, que revela dotes muy altas para los estudios. A diferencia de sus hermanos, el niño no está hecho para el trabajo pesado, y su curiosidad lo lleva a obtener instrucción por todos los medios posibles (lo que su padre Sorel llama perder el tiempo). El muchacho recita de memoria el Nuevo Testamento en latín, gozando de la protección del cura del pueblo, Chélan. Por otra parte, devora en secreto el Memorial de Santa Elena, ya que admira sin límites a Napoleón Bonaparte, considerándolo a la vez como Dios y como un modelo exitoso. El abate Chélan lo recomienda al alcalde de Verrières, Monsieur de Rênal, como preceptor de sus hijos; más tarde, irá al seminario para iniciar la carrera eclesiástica.
Estos son los comienzos de Julien Sorel en el mundo de la burguesía provincial. A pesar de su timidez natural, se las arregla para seducir poco a poco a la señora de Rênal, una joven hermosa, pero tímida e ingenua. La vida en el Castillo Rênal se caracteriza por su profunda pasión por la señora de Rênal y también por su ambición. Él sueña con convertirse en un nuevo tipo de Napoleón Bonaparte, pero su vida está dominada por la hipocresía: debe ocultar sus sentimientos por la anfitriona y su admiración por Napoleón.
En el castillo, el joven se gana el corazón de los niños con rapidez y toma el hábito de pasear al anochecer en compañía de la señora Luisa Rênal, quien se sorprende agradablemente cuando trata de darle un regalo. El orgullo de este joven soñador provinciano le gusta y se enamora de él sin darse cuenta. Pero el temperamento orgulloso y complicado de Julien pronto lo arruina todo: el señor de Rênal le propone un aumento salarial temiendo que su rival político le haya ofrecido el mismo trabajo que tiene ahora, siendo rechazado por Julien, y por otra parte, rechaza los avances de Elisa, la criada de la señora Luisa Rênal, ya que aspira a conquistar el corazón de la señora.
Elisa decide difundir un rumor basado en los sentimientos que animan a su ama y Julien hablando con los opositores al alcalde Rênal. Mientras Julien se ha convertido en un hombre de moda en Verrières (cobrando cada vez más), el señor de Rênal recibe un anónimo denunciando el adulterio de su esposa, que ya es real aunque los difamadores no tienen pruebas. Si bien al alcalde de Verrières le parecen cuentos de fantasía, decide separarse de su preceptor. Julien, con el asesoramiento del padre Chélan, entra en el seminario mayor de Besançon. Antes de salir tiene un último encuentro secreto con la señora Luisa Rênal, aparentemente muy fría, pero que le profesa un profundo amor. Julien confunde reserva con indiferencia.
En el seminario de Besançon, Julien es odiado por sus compañeros, la mayoría campesinos, según él la especie de muertos de hambre cuya aspiración suprema es «la cena de café con huevos y tocino». El abate Pirard, quien dirige el seminario, percibe la ambición de nuestro héroe y lo protege. Pasa muchos momentos dolorosos hasta que el abate Pirard le ofrece ser secretario del marqués de La Mole. Marcha a París para tomar posesión de su cargo con el aristócrata.

### Segunda parte
El marqués de La Mole, en el barrio de Saint Germain, es una figura influyente en la vida parisina, y rápidamente nota la inteligencia de Julien. Allí conoce a Mathilde, hija del marqués, una personalidad de la juventud parisina notable y aristocrática. Debido a su hermosura tiene muchos pretendientes, pero la aburren y acaba enamorándose de Julien, a pesar de su origen. Ella lo ve talentoso, ingenioso y orgulloso, lo cual contrasta con la apatía aristocrática de sus conocidos. Julien, que la desprecia porque se ve como un criado para ellos, paradójicamente se enamora de ella al tiempo que la compara desfavorablemente con la señora de Rênal, a la que añora. Ambos viven un romance tumultuoso mientras el marqués aumenta progresivamente su confianza en Julien. Al final, tiene que confesar a su padre que está embarazada y le advierte de su deseo de casarse con el joven secretario. Mathilde no puede convencer a su padre, pero, a la espera de una decisión que no sea deshonrosa ni humillante socialmente, el marqués se ennoblece y otorga a Julien un cargo de teniente de húsares en Estrasburgo. Al mismo tiempo, el hijo del aserrador se convierte en el caballero Julien de Vernaye.
Cuando todo parece que va a arreglarse, el marqués de La Mole rechaza categóricamente cualquier idea de matrimonio tras recibir una carta de Madame de Rênal denunciando (por consejo de su confesor) la inmoralidad de su examante devorado por la ambición. Julien, desesperado, va a Verrières rápidamente. Durante la misa entra en la iglesia y dispara a Luisa Rênal, su antigua amante.
Creyéndola muerta, Julien espera en la cárcel el día de su juicio. Mathilde va a verlo una vez al día con un seudónimo (Sra. Michelet), luego bajo su nombre real. Intenta pagar su absolución y trata de convencer al hombre de mayor influencia, el vicario general de Besançon. Los arranques de heroísmo de Mathilde aburren a Julien y esta se da cuenta de que persiste el amor de Julien por la señora de Rênal. Por su parte, la señora de Rênal trata de dar pruebas a favor de Julien por escrito al jurado que sería un error castigarlo por sus actos «torpes».
A pesar de la opinión pública de apoyo a la causa del joven Sorel, el señor Valenod (parte del jurado) condena a Julien a la guillotina, principalmente a causa de un discurso provocador denunciando el orden establecido. Tras la sentencia, Mathilde y Madame de Rênal confían en la apelación, pero Julien solo piensa ya en la guillotina y en el futuro del hijo que ha de nacer. Madame de Rênal, que se estableció en Besançon, a pesar de las reticencias de su marido, logra obtener el permiso para ir a ver a Julien y le manifiesta que su amor por él nunca ha menguado.
Justo después de la ejecución de Julien, Fouqué (su amigo de toda la vida) compra el cadáver al verdugo. Mathilde le pide ver los restos del padre de su hijo, entonces agarra la cabeza de Julien y le da besos en la frente. Entierra la cabeza de Julien en la cumbre del cura, en una gruta cerca de Verrières donde Julien Sorel vivía. Madame de Rênal fue fiel a su promesa, sin embargo tres días después de la ejecución, muere abrazando a sus hijos.

## Temas principales y estructura
Le Rouge et le Noir es, en cierto modo, una novela de su tiempo. La trama se desarrolla alrededor de los antecedentes históricos de los últimos años de la Restauración borbónica y de los acontecimientos del 27, 28 y 29 de julio de 1830 que terminaron en la instauración de la Monarquía de Julio. El argumento está motivado por las tensiones entre la propia tendencia republicana de Julien Sorel -en particular, su lealtad nostálgica a Napoleón- y las conspiraciones de los aristócratas católicos legitimistas, en particular los marqueses de La Mole y sus partidarios jesuitas, que representan el extremo opuesto político; y sin embargo a cuyos intereses Julien acaba por servir. Si bien este contexto histórico es tratado muy alusivamente por Stendhal (que da por sentado la familiaridad de su lector con la política de Francia del momento), también considera que es lo suficientemente importante como para titular la novela Rojo y negro: crónica de 1830 (por desgracia, el subtítulo no se reproduce en todas las ediciones). Los lectores que deseen leer un tratamiento menos cauteloso de estos temas históricos deberían leer la inconclusa novela de Stendhal, Lucien Leuwen (publicada póstumamente, pero escrita entre 1834 y 1835), que ofrece una clara exposición de las tensiones políticas de la época.
El tema principal de la novela es, por otra parte, atemporal. Rojo y negro pregunta en repetidas ocasiones la posibilidad, e incluso la conveniencia, de la sinceridad: la mayoría de los personajes y, en particular Julien, son muy conscientes de la necesidad de desempeñar un papel especial a fin de obtener la aprobación de los que le rodean (aunque no siempre con éxito). La palabra «hipocresía» se repite en este contexto y aunque el significado de este término era más limitado en la Francia del siglo XIX de lo que es hoy (se refería concretamente a la afectación de los máximos sentimientos religiosos, como cualquier diccionario del siglo XIX lo atestigua) puede ser entendida como la palabra clave en una novela donde las locuciones de los personajes y sus pensamientos más íntimos están, con mucha frecuencia, en contradicción.
En su libro Mentira romántica y verdad novelesca (Mensonge romantique et vérité romanesque, 1961), el crítico y filósofo René Girard identifica otra de las claves en la estructura temática de Le Rouge et le Noir, a la que él denomina deseo triangular o «mimético». Desde el punto de vista de Girard, la novela de Stendhal revela cómo en cualquier individuo el deseo por otro siempre es «mediado» por un tercero ―dicho crudamente, que deseamos algo (o a alguien), porque vemos que alguien más desea exactamente eso―. Esta teoría intenta dar cuenta no solo de la aparente perversidad de la relación entre Mathilde y Julien, en particular el episodio en el que Julien inicia el cortejo de Madame de Fervaques a fin de provocar celos en Mathilde, sino también la fascinación con que Julien aspira a la alta sociedad que tanto desprecia.
La mayoría de los capítulos comienza con epígrafes que parecen ser citas de literatura, poesía, o frases pronunciadas por personajes históricos notables. En realidad, el propio Stendhal escribió la mayoría de estos epígrafes, pero los atribuyó a los escritores a quienes supuso capaces de escribir o de decir tales cosas. Stendhal dejó los últimos cuatro capítulos sin título, que son también los únicos en los que omite la epigrafía.

## Las fuentes de la novela
Stendhal inventa poco y como Flaubert, otro gran realista, busca en los hechos reales acaecidos las fuentes de sus novelas. En el caso de Rojo y negro, los eruditos stendhalianos encuentran tres fuentes.
1. La primera y más importante es el crimen de un antiguo seminarista, Antoine Berthet, que asesinó a su amante y benefactora, en medio de una ceremonia religiosa, y de cuyos hijos era preceptor. Fue condenado a muerte y guillotinado el 15 de septiembre de 1827. Este caso apareció en La Gaceta de los Tribunales, cuya lectura inspiraría a Stendhal.
2. Otra fuente de la misma índole es un crimen perpetrado en 1829: un ebanista, llamado Lafargue, asesinó por celos a su amante. Stendhal, en su libro Paseos por Roma hace numerosos comentarios sobre dicho proceso.
3. Como fuente para las relaciones entre Julien Sorel y Mathilde de La Mole, es el idilio entre una sobrina del rey Carlos X, con Édouard Grasset, y de la fuga de ambos a Londres y la negativa final de la sobrina a casarse con su amante.

## Significado literario y crítico
El ganador del premio Nobel de Literatura André Gide dijo que Rojo y negro era una novela antes de su tiempo, que era una novela para los lectores del siglo XX. En la época de Stendhal, las novelas en prosa incluían diálogos y descripciones de narradores omniscientes; La gran contribución de Stendhal a la técnica literaria fue la descripción de las psicologías (sentimientos, pensamientos y monólogos interiores) de los personajes. Como resultado, es considerado el creador de la novela psicológica.
En la obra de Jean-Paul Sartre Las manos sucias (1948), el protagonista Hugo Barine sugiere seudónimos para él, incluido "Julien Sorel", a quien se parece.
Joyce Carol Oates declaró en el epílogo de su novela Them que originalmente tituló al manuscrito como Love and Money (Amor y Dinero) como un guiño a las novelas clásicas del siglo XIX, entre ellas, Rojo y negro, "cuyo héroe consciente de su clase, Julien Sorel, es menos idealista, más avaricioso y más cruel que Jules Wendell, pero claramente su pariente espiritual".
Paul Schrader usó una cita de la novela como un epígrafe en el guion de American Gigolo. El pasaje seleccionado describe a Julien Sorel: "La idea de un deber que cumplir, y el temor de volverse ridículo si no lo realizaba, inmediatamente le quitaba todo el placer a su corazón". Notablemente, el protagonista de la película, un gigoló vano y materialista incapaz de encontrar placer en su propia vida sexual se llama Julian.

## Adaptación cinematográfica
Existe una adaptación cinematográfica, rodada en 1954, dirigida por Claude Autant-Lara e interpretada por Gérard Philipe, Danielle Darrieux y Elsa Martinelli.
Otra adaptación de esta novela, que fue llevada a la televisión, fue en el año 1997, dirigida por Jean-Daniel Verhaeghe e interpretada por el actor italiano Kim Rossi Stuart y la actriz francesa Carole Bouquet.
En Cuba fue llevada a la televisión a finales de la década de 1970 con las actuaciones protagónicas de Evelio Taillacq (Julién Sorel), Martha del Río (Madame Rênal) y Susana Pérez (Mathilde de La Mole).
Otra adaptación de este libro a la televisión fue Scarlet and Black versión británica del año 1993 dirigida por Ben Bolt y protagonizada por el actor escocés Ewan McGregor la actriz británica Rachel Weisz y la actriz sudafricana Alice Krige.